# Радослав (Західнопоморське воєводство)
Радослав (пол. Radosław) — село в Польщі, у гміні Славно Славенського повіту Західнопоморського воєводства.
Населення — 242 особи (2011).
У 1975-1998 роках село належало до Слупського воєводства.

## Демографія
Демографічна структура станом на 31 березня 2011 року:
|          | Загалом | Допрацездатний вік | Працездатний вік | Постпрацездатний вік |
| -------- | ------- | ------------------ | ---------------- | -------------------- |
| Чоловіки | 132     | 30                 | 96               | 6                    |
| Жінки    | 110     | 23                 | 69               | 18                   |
| Разом    | 242     | 53                 | 165              | 24                   |